# ヨーゼフ・ヘルメスベルガー2世
ヨーゼフ・ヘルメスベルガー2世（ドイツ語: Joseph Hellmesberger, Jr., 1855年4月9日 - 1907年4月26日）は、オーストリア出身のヴァイオリニスト、作曲家、指揮者。ジョルジェ・エネスク、フリッツ・クライスラー、ルドルフ・ディットリヒらを指導したことでも知られる。

## 生涯
父ヨーゼフ・ヘルメスベルガー1世に音楽を学ぶ。11歳であった1867年2月15日には、ウィーン男声合唱協会のリーダーターフェルに出演し、ワルツ『美しく青きドナウ』初演の合唱に加わった。父は兵役免除を皇帝フランツ・ヨーゼフ1世に嘆願したが、皇太子ルドルフでさえ兵役についたという理由で却下され、1875年から3年間にわたり「ドイツ騎士団」の軍楽隊で打楽器奏者を務めた。
1875年ヘルメスベルガー弦楽四重奏団団員、1878年ウィーン音楽院作曲教授、1884年ウィーン宮廷歌劇場バレエ音楽監督、1890年ウィーン・フィルハーモニー管弦楽団コンサートマスターを経て、1901年より2年間、グスタフ・マーラーの後任としてウィーン・フィルハーモニー管弦楽団の首席指揮者を務めた。マーラーの後任はフェリックス・モットルと思われていたが、音楽評論家エドゥアルト・ハンスリックがワーグナー信奉者が宮廷歌劇場に来ることに猛反対したこともあって、ヘルメスベルガーにお鉢が回ってきたのである。ただし、ヘルメスベルガーは地味な指揮者と目されていたため、チケットの売上は激減した。
1907年の女性スキャンダルにより、順風満帆だった人生は完全に崩れた。

## 作風
ヘルメスベルガーの手になる管弦楽作品にはワーグナーやリストの影響が如実に表れており、世紀末ウィーンの官能的な音の世界に覆われているのが窺える充実した音楽内容を誇っている。
ヘルメスベルガーの小品は、ウィーンの音楽家を世界に紹介することを目的として1997年にレパートリーが拡大されたニューイヤーコンサートにおいて、初めて演奏されている。その後、同コンサートにはしばしば彼の作品が取り上げられている。なお、舞曲の作曲家であるカレル・コムザーク2世などとの親交があった。

## 作品

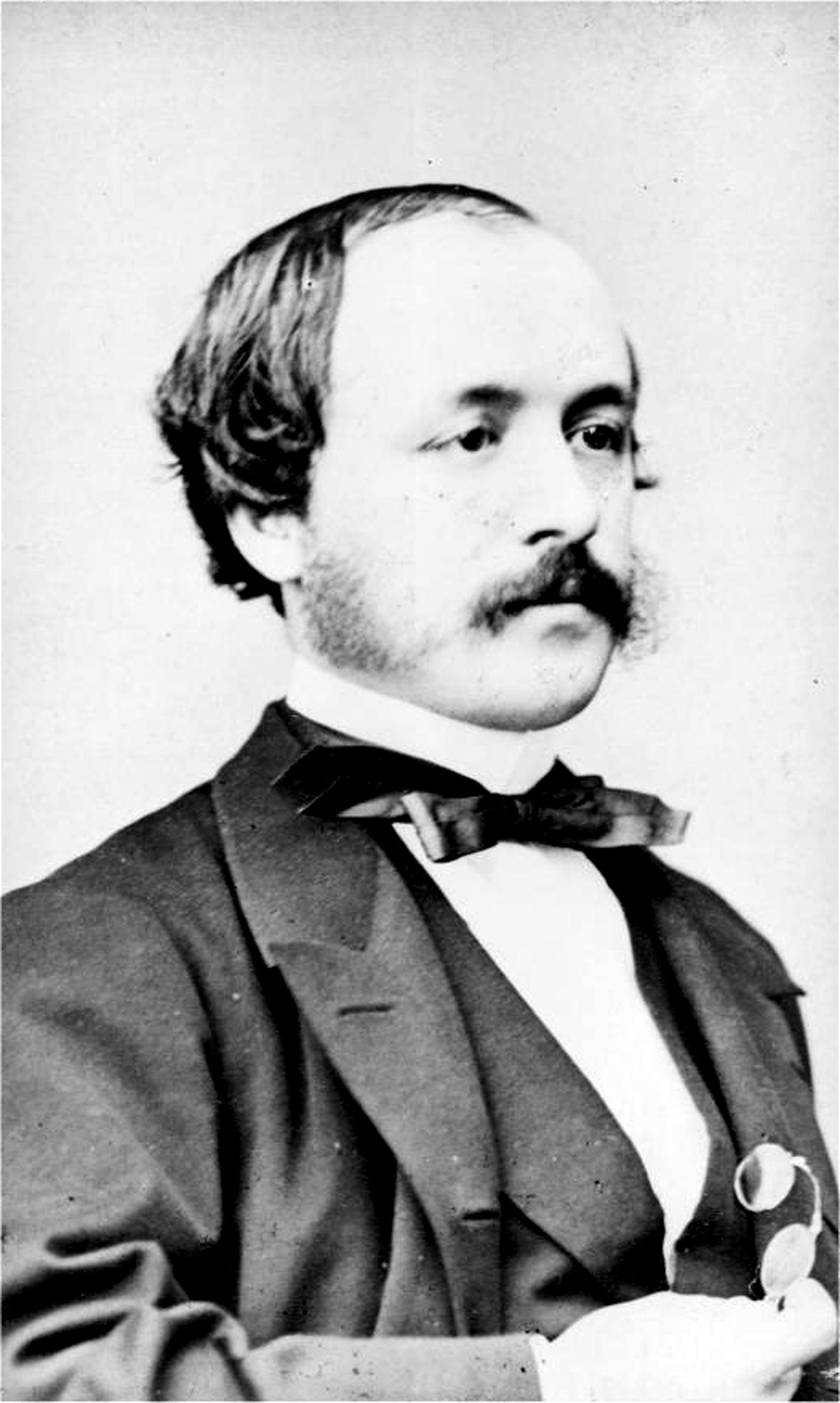
ヨーゼフ・ヘルメスベルガー2世

### 管弦楽曲
- 悪魔の踊り
- 妖精の踊り
- 全世界のために（ワルツ）
- ゆったりとしたワルツ
- スペイン風ワルツ
- ガヴォット
- ウィーンの小唄のカドリーユ
- バレエ音楽『イベリアの真珠』より『ジプシーの踊り』

### ギャロップ
- 小さな広告家 op.4

### ポルカ
- 大好きな人 op.1
- ウィーン式に
- 軽い足取り

### ポルカ・マズルカ
- 二人きりで op.15

### バレエ
- イベリアの真珠（Die Perlen von Iberien）
- 姿を変えた猫

### 喜歌劇
- すみれ娘（Das Veilchenmädel）